# Dalila e Júlio
Dalila e Júlio (no original em inglês: Delilah and Julius) é uma série de desenho animado canadense(pt-BR) ou canadiana(pt-PT?) que foi co-produzida de 2005 a 2008 pelas empresas Decode Entertainment e Collideascope Animation Studios, e animada em flash por meio do programa Macromedia Flash (atual Adobe Flash).
No Brasil, foi exibida de 2005 a 2008 pelo canal de televisão por assinatura, Cartoon Network, e desde de 2010 pelo canal aberto TV Aparecida no programa Clubti (apenas a 1ª temporada). Em Portugal, é exibido pelo canal Panda Biggs desde 19 de dezembro de 2011.

## Enredo
| “ | Era uma vez, dois órfãos: um menino e uma menina sozinhos para enfrentarem o mundo cruel... Até que eu encontrei eles! Eu sou Al, dono da Academia, um centro para treinamento para jovens com talentos especiais. Agora eles tem a mim e um ao outro. Isso é legal, estão crescendo muito rápido. Ele é campeão de surfe, poeta e perito em cofres. Ela é uma espadachim, uma dama e especialista em bombas. São mestres nos disfarces, artes marciais e falam 20 línguas. São Dalila e Júlio, e estão aqui para proteger o mundo contra o crime. | ” |

## Personagens

### Academia do Al
- Dalila Devonshire (Delilah Devonshire) - Uma jovem espiã parceira de Júlio. Ela é uma agente séria que sabe lutar artes marciais e é especialista em bombas. Dalila perdeu seus pais quando pequena e desde então busca a todo custo achá-los tendo apenas como lembrança uma foto. Na academia, Dalila possui rivalidade com a agente Úrsula. Ela também demonstra paixão por Júlio no decorrer dos episódios apesar deles discutirem bastante um com o outro.

- Júlio Chevalier (Julius Chevalier) - Um jovem espião parceiro de Dalila. Ele é um agente meio descontraído e com um forte senso de humor perito em cofres. Assim como Dalila, Júlio perdeu seus pais quando pequeno. Ele é considerado um jovem bonito e também possui uma paixão por Dalila no decorrer dos episódios. Sua principal frase é "Você tem um encontro com a justiça", sempre dita quando um vilão é derrotado.

- Al - Dono da Academia e o chefe de Dalila e Júlio. Ele é um velho homem calmo e relaxado, similar a um hippie, que sempre dá as missões para os espiões da academia pelo mundo e, às vezes, pede para eles trazerem um "lanchinho". Al passa a maior parte do tempo na academia junto de sua assistente Scarlet. Seu nome verdadeiro é Aluísius (Alfred na versão original).

- Scarlet Vance - Assistente do Al. Uma mulher calma e de pele escura que sempre dá os equipamentos necessários para os espiões da academia em suas missões. Assim como Al, ela passa maior parte do tempo na academia.

- Cheiroso (Nosey) - Espião amigo de Dalila e Júlio. Diferente dos dois, Cheiroso é fraco, desastrado e totalmente fedorento (daí o apelido irônico de Cheiroso), mas ele os ajuda de vez em quando nas missões. Seu verdadeiro nome é Buster.

- Úrsula - Espiã rival de Dalila. Úrsula é uma agente arrogante e durona que sempre tenta ser melhor que Dalila e sempre vive com inveja desta quando ela se sai bem. Assim como Dalila, ela tem um parceiro chamado Hermes.

- Hermes (Emmet) - Parceiro de Úrsula. Apesar de aparentar ser um bom agente, Hermes no fundo é bem medroso e incompetente sempre aturando as ordens de Úrsula.

### Vilões
- Madame D. (Ms. Deeds) - Criminosa rica baseada na cultura japonesa. Seus lacaios são geralmente ninjas e lutadores de sumô bem treinados. Aparece em "A Vida Subterrânea" e "Guerra de Informações".

- Doutor Pavor (Dr. Dismay) – Um jovem cientista louco que cria várias invenções para tentar dominar o mundo. Ele é um dos principais inimigos de Dalila e Júlio, dos quais ele geralmente chama de “Chiclete e Pirulito”. Em alguns episódios ele possui uma assistente chamada Enfermeira, mas em outros ele age sozinho. Possui um pai chamado Professor Pavor que por sinal também é um cientista louco. Aparece em "Alegria Contagiosa", "Ruínas Arruinadas" e "Quem Sonha não Morre".
  - Enfermeira (Nurse) – Assistente do Dr. Pavor em alguns episódios. Como seu nome já diz, ela é uma criminosa vestida de enfermeira capaz de arremessar agulhar nas pessoas. Geralmente não fala. Aparece em "Alegria Contagiosa" e "Quem Sonha não Morre".
  - Prea - Outra assistente do Dr. Pavor. Havia se disfarçado de arqueóloga nas ruínas maias tentando ajudá-lo a roubar a caveira de cristal. Júlio demonstrou uma certa paixão por ela. Aparece em "Ruínas Arruinadas".

- Gelada (Ice) - Uma bela criminosa que vive criando planos para congelar o mundo deixando-o do seu próprio jeito. Ela é vista como uma das principais rivais de Dalila pelo fato dela gostar de Júlio. Algumas vezes usa lacaios da neve, mas na maioria da vezes age sozinha. Possui uma irmã gêmea chamada Sol que também é uma criminosa. Aparece nos episódios "Diversão na Neve", "O Último Dia de Natal" e "A Nova Era do Gelo".
  - Lacaios da Gelada - São um bando de homens similares a esquimós com casacos de pele e armas de nitrogênio líquido. Aparecem em "Diversão na Neve".
  - Sol - A irmã gêmea da Gelada que também é uma criminosa. É praticamente o oposto de sua irmã espalhando calor por anda anda com armas de fogo. Aparece em "O Último Dia de Natal".

- Wendy Kertsfield (Wednesday Kertsfield) - Uma completa patricinha rica e esnobe que tenta usar seu dinheiro para dominar o mundo. Ela também é vista como uma das rivais de Dalila. Aparece em "Scarlet em Perigo", "Ilha dos Bonitões" e "Espionar ou Não Espionar, Eis a Questão".

- Mascarado (Conman) - Um criminoso maníaco que pretende dominar o mundo e possui uma máscara preta colada em seu rosto. Aparece em "Dalila vs. Academia" e "Mentes Vazias".

- DJ Hook - Um jovem DJ criminoso que busca dominar o mundo e possui um gancho mecânico no lugar de uma das mãos. Aparece em "Quem Sonha não Morre". Seu nome completo é Dexter Jeremy Hook.

- Texugo - Um jovem indígena filho do ex-criminoso Urso Corredor que após ter seu pai preso pelos pais de Dalila jurou vingança contra Dalila pelo pai. Porém no final acabou sendo preso no lugar dele. Aparece em "É só Amor".

- Gessênia - Uma velhinha britânica que pretendia dominar o mundo usando uma fórmula de plantas carnívoras criada pela Dra. Vickerton com a ajuda de seu neto Roberto. Aparece em "Projeto Ecológico".
  - Roberto - Neto de Gessênia. Fingiu ter uma relação amorosa com a Dra. Vickerton para poder roubar sua fórmula ajudando sua avó em seu plano. Aparece em "Projeto Ecológico".

- Bogus Jow - Um homem louco de pele esbranquecida que queria acabar com o mundo alterando seu clima em vingança por não ter conseguido seu emprego como homem do tempo. Aparece em "Tempestade Brava".

- Dra. Bete Tórax - Uma cientista louca que queria dominar o mundo com seu exército de insetos geneticamente alterados infectando os líderes da federação mundial com eles. Aparece em "Morcegos e Heróis".

- Marcela e Sérgio - Uma dupla espiões assim como Dalila e Júlio que haviam se disfarçado de tenistas para poderem ganhar o troféu do campeonato. Aparecem em "Boa Jogada".

- Caçador - Um criminoso chinês mestre em artes marciais que após perder seu parceiro numa missão passou a realizar uma série de crimes na China. Aparece em "O Caçador".

- Barão Le Bank - Um rico barão que havia pedido ajuda a Dalila e Júlio para protegerem sua máscara de vudu sem saberem que ele havia a roubado junto de um monte de dinheiro. Aparece em "Terror do Tarô".

- Rea - Uma terrível criminosa líder da Orb, uma organização que pretende dominar o mundo com sua tecnologia. Fingiu ser a mãe de Dalila tudo para tê-la em seu lado, mas depois tudo foi revelado sendo mentira. Seu principais assistentes são Klaus e Sandalus. Aparece em "Tudo que Brilha é Ouro" e "Herança Aparente".
  - Klaus Kinkwady - Principal assistente da Orb operador de todos os computadores da empresa. Possui dentes de ouro e a princípio desenvolveu paixão pela Dalila até descobrir que ela fosse uma espiã. Aparece em "Tudo que Brilha é Ouro", "Veja como Eles Correm" e "Herança Aparente" (abertura).
  - Sandalus - Principal comparsa de Rea. É um homem baixinho, mas bem durão que usa uma bengala com principal arma. Aparece em "Herança Aparente".

### Outros personagens
- Doutor Carló – Aparece em "Alegria Contagiosa". Ele é um cientista muito medroso e um dos envolvidos no desaparecimento dos pais de Dalila. Carló havia descoberto um tipo de vírus e guardado em um frasco que o Dr. Pavor queria roubar. Carló tentou a todo custo esconder o vírus do Dr. Pavor tanto que no final do episódio acabou o engolindo e indo parar no hospital.

- Urso Corredor - Aparece em "É só Amor". Um ex-criminoso indígena pai do Texugo que havia sido preso pelos pais de Dalila tempos antes de seus desaparecimentos. No final do episódio acabou sendo solto da cadeia, mas, porém tendo seu filho preso em seu lugar.

- Doutora Vickerton - Aparece em "Projeto Ecológico". Uma cientista britânica pela qual Júlio se apaixonou no episódio fazendo Dalila com ciúmes pensar que ela fosse a suspeita pelo sequestro de Roberto. Porém no final foi revelado que ela havia sido traída por Roberto e sua avó Gessênia que usariam sua fórmula para dominar o mundo.

- Tyler Vane - Aparece em "Ilha dos Bonitões". Um ator famoso e bonito que faz o papel de um espião em seus filmes. Dalila tinha paixão por ele no começo, mas até ver que ele era muito medroso e fresco desistiu dele.

- Tiga "Tiago" - Aparece em "Morcegos e Heróis". Um jovem descendente indígena de Bornéu filho de Queda, que diferente do pai não dá valor a tradição de sua tribo e prefere ser chamado de Tiago ao invés de Tiga.

- Queda - Aparece em "Morcegos e Heróis". Um velho descendente indígena pai de Tiga que dá sempre muito valor para cultura e tradição de sua tribo, diferente do filho.

- Doutor Sorin Pavel - Aparece em "O Mestre do Picadeiro". Ele é um cientista muito sério e totalmente obcecado com seu trabalho a ponto de não ter tempo nem com a sua filha Ana, mas mesmo assim a ama bastante. Ele possui certas semelhanças com o Dr. Carló.

- Ana - Aparece em "O Mestre do Picadeiro". Filha do Dr. Sorin, uma menina rebelde que não do pai pelo fato dele não lhe dar atenção e sempre se concentrar no seu trabalho. Ela foi alvo de sequestro de um circo que queria que seu pai lhes dessem uma fórmula em troca dela.

- Tati Rainfield - Aparece em "Boa Jogada". Uma famosa tenista ruiva rival de Marcela que a princípio Dalila se desconfiou dela achando ser a principal suspeita pelos acidentes ocorrentes com a Marcela. Sua maior fã é Úrsula.

- Madame Didipetit - Aparece em "Terror do Tarô". Uma velha e misteriosa vidente que havia feito uma previsão sobre a missão de Dalila. Mais tarde foi presa acusada de roubar a máscara do Barão Le Bank, mas logo conseguiu escapar levando o dinheiro no final do episódio.

## Episódios

### 1ª temporada
1. A Vida Subterrânea (The Underground) - Dalila e Júlio saem de férias até descobrirem que um time olímpico do desconhecido país "Zofóvia" ser raptado por Madame D. para que o país entrasse em conflito com o mundo com suas bombas atômicas deixando apenas a cidade subterrânea dela inteira. Agora cabe a Dalila e Júlio impedirem disso acontecer.
2. Alegria Contagiosa (Fun For All) - Logo após escapar da cadeia Dr. Pavor e sua enfermeira decidem roubar secretamente um vírus desconhecido do Dr. Carló em um parque de diversões. Agora cabe a Dalila, Júlio, Úrsula, Hermes e Cheiroso impedirem que o Dr. Pavor roube o vírus e infecte alguém.
3. Diversão na Neve (Ice, Ice Baby) - Após Gelada roubar todo a energia do planeta Dalila e Júlio saem em missão até o pólo para recuperarem a energia do planeta. Lá eles descobrem que Gelada possuía um enorme cristal que ela estava usando para congelar o planeta. Agora cabe a Dalila e Júlio de a impedirem antes de deixar todo o mundo nas trevas.
4. Dalila vs. Academia (The Delilah Identity) - Os agentes da academia estavam desapacerendo misteriosamente e Dalila é posta como principal suspeita. Ao descobrir isso Dalila tenta fugir, mas logo é encontrada por Júlio que juntos descobrem o verdadeiro suspeito por trás daquilo: o Mascarado.
5. Ruínas Arruinadas (Mayans Ruined) - Dalila e Júlio são mandados numa missão nas ruínas Maias para impedirem o Dr. Pavor de se aposar da caveira de cristal, cuja lenda conta que ela podia curar ferimentos. Durante a missão Júlio conhece a arqueóloga Prea e se apaixona por ela sem saber que ela era assistente do Dr. Pavor.
6. É só Amor (All You Need Is Love) - Dalila procurando informações sobre o desaparecimento de seus pais encontra na internet um sujeito chamado "Texugo" que lhe afirma saber sobre o desaparecimento deles. Mas tudo não passava de uma armadilha feita por ele para se vingar de Dalila por seus pais terem prendido o pai dele "Urso Corredor" na cadeia.
7. Projeto Ecológico (Project Greenthumb) - Dalila & Júlio saem numa missões em Londres para investigarem sobre o desaparecimento de um agente chamado Roberto. Porém Dalila começa a tratar Júlio como um garoto e ao chegarem lá ela começa a desconfiar de uma Dra. chamada Vickerton estar bolando um plano contra o ecossistema. Porém logo ela descobre que os verdadeiros culpados são Roberto e sua avó Gessênia.
8. Guerra de Informações (The Ratings War) - Dalila, Júlio, Úrsula e Hermes são mandado em uma missão para investigarem uma rede de televisão chamada PENN que noticiava os fatos antes mesmo de Dalila e Júlio os resolverem. Logo eles descobrem que quem estava por trás disso era Madame D. que planejava fazer uma guerra mundial através de sua programação.
9. Tempestade Brava (Eye of the Storm) - Dalila, Júlio, Úrsula e Hermes são mandados em uma missão para deterem um criminoso chamado Bogus Jow de alterar o clima do planeta. Porém Al decide inverter as duplas pondo Dalila com Hermes e Júlio com Úrsula durante a missão causando um desentendimento entre eles.
10. Scarlet em Perigo (Saving Scarlett) - Após Scarlet ser sequestrada por Wendy sendo forçada a ajudá-la em seu plano Dalila, Júlio e Cheiroso partem para procurá-la num shopping. E enquanto Cheiroso tenta descobrir sua habilidade de espião Júlio tenta comemorar com Dalila seu aniversário de 3 anos como espiões juntos.
11. Mentes Vazias (Simple Minds) - Após Dalila e Júlio caírem de avião numa estranha ilha denominada "Ilha Dias Felizes", eles descobrem um grupo de jovens perdidos e crentes numa entidade chamada "Adnam Odaracsam" que na verdade era o Mascarado controlando as mentes deles.
12. Ilha dos Bonitões (Hunk Island) - Após Wendy sequestrar vários atores e modelos para sua ilha particular Dalila e Júlio são mandados em missão para resgatá-los. Lá eles descobrem que Wendy usa os atores para caçá-los e utilizá-los em batalha gladiadoras em um coliseu
13. Morcegos e Heróis (Batman of Borneo) - Dalila, Júlio e Cheiroso são mandando numa missão em Borneo para impedirem a Dra. Tórax de dominar o mundo com seus insetos mutantes, porém Júlio acaba não gostando da missão. Durante a missão o trio conhece Queda e Tiga, dois descendentes indígenas que se dispõe a ajudá-los na missão.
14. Espionar ou Não Espionar, Eis a Questão (To Spy or Not to Spy) - Dalila e Júlio saem de férias com Al para um resort de esqui, mas Dalila não se contenta e sai numa missão sozinha. Nessa missão Dalila logo se encontra com um grupo de pé-grandes liderados por Wendy que planejava soterrar o chalé com uma avalanche.
15. O Último Dia de Natal (Last Day of Christmas) - Dalila e Júlio juntos de toda academia vão passar o natal juntos num iate, porém eles recebem uma mensagem misteriosa de uma vilã que havia instalado diversas bombas no iate em que eles estavam cabendo a Dalila e Júlio descobrirem quem era. Logo eles descobrem que a culpada era Sol, a irmã de Gelada que estava atrás de tirá-la da cadeia.
16. Um Encontro Muito Importante (A Very Important Date) - Após vários modelos desaparecem misteriosamente Dalila e Júlio são mandados para investigar sobre o caso. Durante o caso ambos participam de uma enquete de uma agência de namoros e descobrem que eles formam um casal perfeito.
17. O Mestre do Picadeiro (The Ringmaster) - Dalila e Júlio são mandados em uma missão para proteger o cientista Sorin Pavel, totalmente obcecado ao seu trabalho e sua filha rebelde Ana. Logo eles descobrem que Ana corria perigo quando uns artistas aparecem para sequestrá-la em troca de uma fórmula química.
18. Quem Sonha não Morre (A Dreamer Never Dies) - Após um acidente sofrido em missão Júlio é mandado para um hospital estranho onde os pacientes pareciam nunca serem atendidos e sempre entrarem em coma. Mais tarde Júlio descobre que o hospital era comandado pelo Dr. Pavor que usava uma máquina que roubava sonhos das pessoas as deixando em coma profundo.
19. A Nova Era do Gelo (A New Ice Age) - Gelada planejando vingança cria uma fórmula capaz de congelar os oceanos da Terra e criando uma nova era do gelo. Agora cabe a Dalila e Júlio impedirem de Gelada congelar o planeta antes que seja tarde.
20. De Paris até Dakar (Paris to Dakar) - Dalila e Júlio saem em busca de dois contrabandistas de urânio que haviam se disfarçado de pilotos de corrida. Nisso Dalila e Júlio também entram na corrida para descobrirem quem são os contrabandistas.
21. Boa Jogada (Game, Set, Match) - Após a tenista Marcela receber várias ameaças Dalila, Júlio e Úrsula se disfarçam de tenistas profissionais para protegem-na. No começo os dois começam a suspeitar que quem estava por trás disso era a rival de Marcela: Tati, mas logo eles descobrem que a verdadeira vilã era a própria Marcela e seu parceiro Sérgio.
22. O Caçador (The Hunter) - Após um criminoso perito em artes marciais denominado de "caçador" realizar uma série de crimes na China, Dalila e Júlio se disfarçam de ninjas para descobrirem mais sobre esse criminoso.
23. Terror do Tarô (Terror By Tarot) - Após uma antiga máscara de vudu ser roubada pelo Barão Le Bank, Dalila e Júlio se disfarçam para investigarem sobre o roubo da máscara. No caminho Dalila se encontra com a vidente Didipetit, uma mulher viúva que previa muitas coisas de seu futuro.
24. Tudo que Brilha é Ouro (All That Glitter is Gold) - Após voltar de uma missão Júlio descobre que Dalila já estava em outra missão secreta contra a Orb, uma organização mundial responsável pelo desaparecimento dos pais de Dalila. Júlio entra na missão e juntos descobrem que um cientista agente da Orb "Klaus" estava construindo uma máquina capaz de controlar todos os eletrodomésticos do planeta.
25. Veja como Eles Correm (See How They Run) - Após deterem Klaus de dominar o mundo eles o levam de avião até a prisão até um avião da Orb aparecer e fazer os dois caírem numa área gelada. Nisso Klaus foge bem na hora em que iria revelar o desaparecimento dos pais de Dalila fazendo ficar obcecada em capturá-lo de novo.
26. Herança Aparente (Heir Apparent) – Dalila e Júlio voltam a academia e a encontram fechada. Logo eles descobrem que Rea, a líder a Orb tinha manipulado para que o governo fecha-se a academia mandando Al e Scarlet para cadeia. Nisso Dalila e Júlio com a ajuda de Hermes e Cheiroso vão até Rea tenta manipular Dalila dizendo ser mãe dela.

### 2ª temporada
1. The Fear Inside
2. Land of the Setting Sun
3. Homework Detrimental
4. Al Riled Up
5. Case of the Comic Capers
6. Hollywood Plot
7. Blinded by Love
8. A Dirty Job
9. Love Bytes
10. Pressure Drop
11. Frozen in Time
12. All Along the Clocktower
13. The Zero Hour
14. Family Pass
15. Bugged
16. Dawn of a New Day
17. Just the Two of Us
18. Breakout
19. Every Breath You Take
20. The Traitor Within
21. The Fugitive Vacationer
22. Extreme Measures
23. To Dismay's Dismay
24. The end of tomorrow - Parte 1
25. The end of tomorrow - Parte 2
26. The end of tomorrow - Parte 3